# لائورا مورنو
لائورا مورنو (به انگلیسی: Laura Moreno) ژیمناست زادهٔ ۱۶ نوامبر ۱۹۷۸ میلادی اهل کشور مکزیک است.